# 滆湖
滆湖也称西滆湖、西滆沙子湖，俗称沙子湖、西太湖，是一个位于中国江苏省南部常州市武进区和无锡市宜兴市交界处的淡水湖。为由地震形成的潟湖，是一座草型浅水湖泊，湖底平坦。湖面呈长茄形，面积167平方千米，为苏南第二大湖泊。通过湟里河等接长荡湖来水，向东通过太滆运河等流入太湖，北承京杭大运河。富有蓄洪、灌溉、航运、养殖之利。滆湖是常州市的备用饮用水源地，还是中国国家“引江济太工程”清水廊道中的天然生态屏障。

## 地理特征
滆湖南北向约25公里，东西向约6.6至9.0公里，水域面积约164平方公里。该地区受亚热带季风气候的影响，夏季多年平均气温为27.3摄氏度，平均降雨量为500.7毫米；春、秋、冬季多年平均气温分别为15.8、17.3、4.3摄氏度，平均降雨量分别为225.3、246.2、119.4毫米。

## 水文特征
滆湖水系主要由西侧几条入滆河道（如湟里河、北干河、夏溪河等）的北向长江和京杭运河来水排入湖中；而排水则主要通过东侧几条入太河道（如太滆运河、漕桥河、殷村港等），向东南方向排入太湖。